# Elattostachys erythrocarpa
Espèce
Statut de conservation UICN

 VU D2 : Vulnérable
Elattostachys erythrocarpa est une espèce de plantes du genre Elattostachys de la famille des Sapindacées. Elle est originaire des Célèbes (Indonésie), où l'espèce a été estimée vulnérable (VU) par l'UICN. 

## Classification
Cette espèce a été décrite en 1992 par le botaniste néerlandais Fredericus Arnoldus Constantin Basil Adema, originellement avec l'épithète spécifique erythrocarpum, corrigé la même année en erythrocarpa, ce qui signifie « à fruits rouges ».